# Dexter & Convidados
Dexter & Convidados é o primeiro álbum ao vivo do cantor de Rap Dexter. neste álbum, houve a presença de vários ícones da música. como Fernandinho Beat Box,Mano Brown,Edi Rock,Thaíde,Paula Lima e Lino Krizz.

## Faixas
1. Espírito Livre
2. Oitavo Anjo
3. Uh Barato é Loko - (part.Fernandinho Beatbox )
4. Fênix
5. Clic Clec - (part. Thaíde )
6. Bem Vindo a Madrugada - (part. Paula Lima )
7. Mundo Mágico de Oz - (part. Edi Rock )
8. Somos um só
9. Como vai seu mundo
10. Salve-se quem puder - (part. GOG )
11. Conflitos
12. Eu sô Função (part. Mano Brown )
13. Saudades Mil - (part. Lino Krizz )
14. Que Deus Abençoe a todos